# Mossèn Avinyó
Mossèn Avinyó va ser un poeta que va desenvolupar la seva producció literària en la segona meitat del segle xv conegut per diverses obres poètiques.
Se'n conserven onze poesies catalanes sobre l'absència i la mort per l'amor, així com tres poesies catalanes i dotze de castellanes de versos curts.

## Biografia
Els historiadors han especulat sobre el possible parentesc del poeta amb Miquel d'Avinyó, que el 1454 requerí Francesc de Corbera a batalla a ultrança perquè li havia negat el seu matrimoni amb la germana d'aquell, Francina d'Avinyó.
També s'ha apuntat que mossèn Avinyó es podria identificar amb un Lluís d'Avinyó que fou ordenat cavaller per Carles de Viana mateix el 24 de juny del 1461 a Barcelona.

## Trajectòria
Les principals influències que va rebre van ser les d'Ausiàs March, Jordi de Sant Jordi i Pere de Torroella. L'historiador Borja de Riquer i Permanyer observà que als seus versos hi ha "una tènue i elemental influència" de Marc i de Sant Jordi. Per aquest motiu podria haver format part dels cercles de Torroella i podria ser lector i imitador de March. També s'observen alguns versos similars als de Torroella, per exemple una adaptació de No m'ajut Déu a D'amor me clam. Per això serà un bon representant del model de cançó de cinc octaves decasil·làbiques juntament amb Ausiàs March, Pere Torroella, Lleonard de Sos o Francesc Ferrer.
És un dels poetes que formaren part del cançoner que esdevingué l'acte de fundació dels Jocs Florals de Barcelona establerts a principis del segle xv. Aquest concurs literari per a trovadors fou impulsat pel Consistori del Gai Saber amb el suport econòmic de Ferran d'Antequera, que el 1413 va decidí donar una pensió anual de 40 florins d'or per comprar les joies per premiar als trobadors vencedors. El cançoner consta de 260 pàgines on hi ha 300 poesies de 50 poetes, un dels quals és Mossèn Avinyó. Apareix al costat de textos d'Ausiàs March, Joan Berenguer de Masdovelles, Joan Rocabertí, Lluís de Vilarrasa, Mossèn Jordi, Mossèn Guerau, Pere de Torroella i Antoni de Vallmanya.
Entre les seves obres hi ha la desapareguda Crònica de mossèn Avinyó, citada a propòsit del regnat de Pere I el Catòlic per Gualberto Fabricio de Vagad el 1499.